# Gil Morlanes el Vell

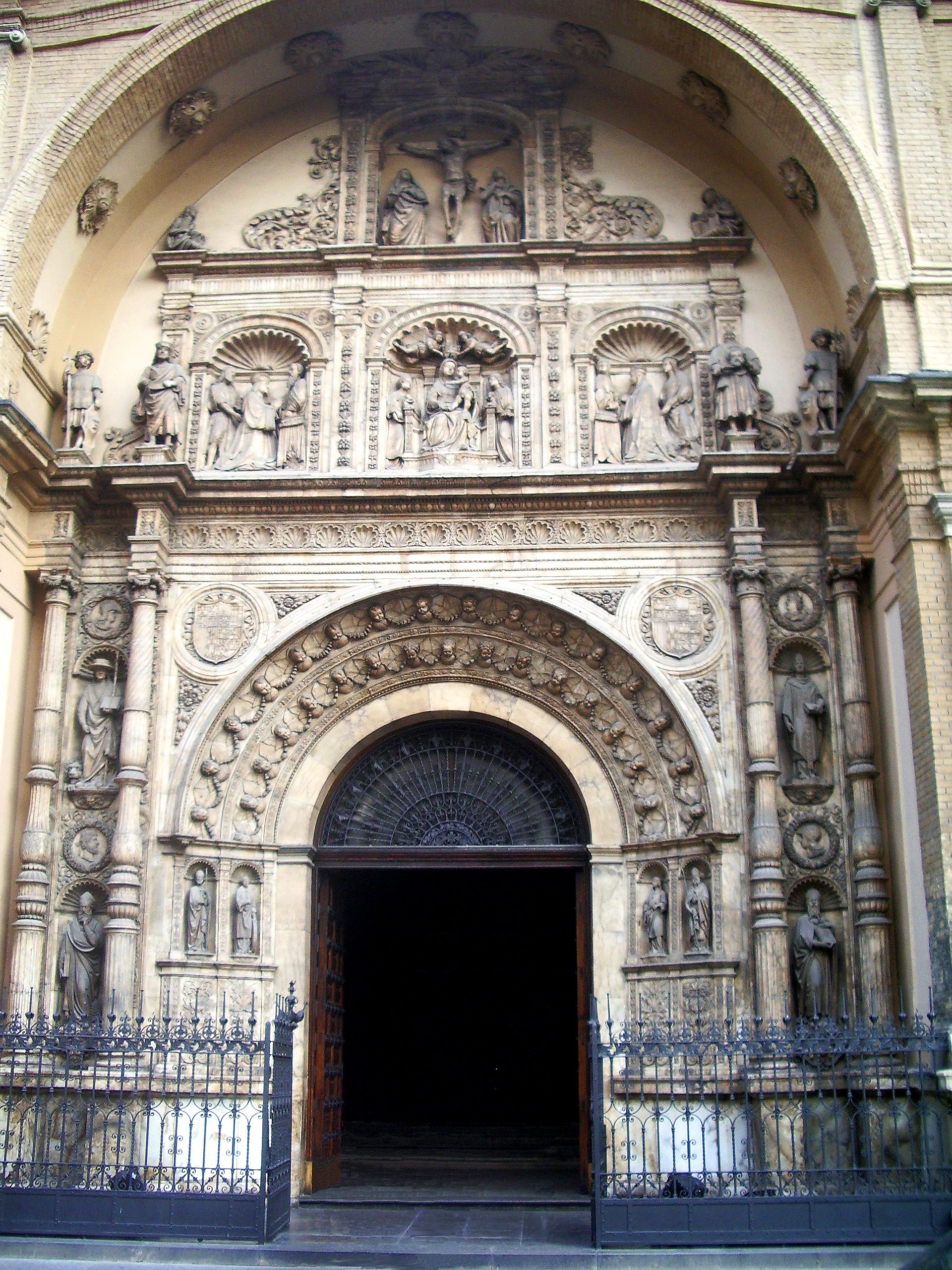
La portada de l'Església basílica de Santa Engracia de Saragossa, obra mestra de Gil Morlanes el Vell

Gil Morlanes el Vell (Daroca, c. 1445 - Saragossa, c. 1517) va ser un escultor renaixentista actiu a l'Aragó entre 1478 i 1515.
Anomenat «el Vell» per distingir-ho del seu fill homónim, també escultor, va aconseguir ocupar el 1493 el càrrec d'escultor del rei Ferran el Catòlic. D'entre les seves obres destaquen el retaule de l'església del Monestir de Montearagón, contractat l'any de 1506, que es conserva a la catedral d'Osca i la portada de l'església de Santa Engracia de Saragossa, acabada el 1514. És aquesta última obra un dels exemples més reixits del renaixement escultòric a Aragó. També va treballar com a arquitecte i pintor de decoració, transmetent tot el seu ofici al seu fill Gil Morlanes el Jove.
Va ser un escultor que va treballar sobretot a cisell, i els seus materials habituals van ser el marbre, l'alabastre i la pedra, cosa que indica que els seus encàrrecs eren de gran categoria.
Es va destacar a la realització de sepulcres, com el del pare Rodrigo d'Alcaraz, realitzat el 1489 per al monestir de la Verge de la Pietat de Saragossa o el de Luis de Beaumont, comte de Lerín, obra del 1492 en què va comptar amb la col·laboració de l'escultor d'origen flamenc Pedro d'Amberes. Per a la família reial esculpeix els monuments funeraris de Ferran d'Antequera i Joan el Sense Fe, juntament amb el de la seva dona i la seva filla, tots ells el 1493, allotjats el panteó fúnebre dels reis de la Casa d'Aragó del monestir de Poblet. També li va ser encarregat el 1508 el del virrei de Sicília entre 1495 i 1507 Juan de Lanuza III de la seva capella de la Basílica del Pilar de Saragossa.
Pel que fa als retaules, cal assenyalar com més destacats el de la capella del Palau de la Diputació del Regne d'Aragó, esculpit el 1503, del qual sol es conserven dos escuts amb les armes del llinatge reial dels Aragó, que es custodien al Museu de Saragossa. Deu esmentar-se així mateix, que va ser a ell a qui es va encarregar la finalització del retaule de la Catedral del Salvador de Saragossa a partir de 1488, ja que havia quedat inconclusa després de la tasca de Hans de Suabia. Pel que fa a l'escultura en alabastre, es conserva el que realitzés per iniciativa d'Alfons d'Aragó (arquebisbe) el 1506 per a la capella del Castell de Montaragó i que avui alberga la parròquia de sant Salvador de la catedral d'Osca.
La seva tasca com a arquitecte i decorador es constata als seus treballs de 1498 per a la volta del creuer de la catedral d'Osca i el seu càrrec de supervisor de les obres del cimbori de la La Seu, que es van dur a terme entre 1505 i 1520.
La seva última obra, que va quedar inacabada en contreure la malaltia que li ocasionaria la mort, és també la seva obra mestra i l'exemple de la plena introducció de les formes renaixentistes a l'escultura aragonesa. Es tracta de la portada del que va ser Monestir de Santa Engracia de Saragossa, destruït gairebé totalment durant els «Sitios de Saragossa» de 1808, i de què es va salvar la portada, que actualment conforma la façana de l'actual església de Santa Engracia, reconstruïda in situ. Començada cap a 1512, el seu germà Gil i posteriorment els seus fills, amb Gil Morlanes el Jove al capdavant, conclourien l'obra del seu progenitor.